# Maran
Maran er en hønserace, der stammer fra Frankrig. Selve navnet kommer fra havnebyen Marans.
Hanen vejer 3,1-3,6 kg og hønen vejer 2,5-3,1 kg. De lægger årligt 150-200 meget mørkebrune æg à 55-61 gram. Racen findes også i dværgform.
Racen er kendt som den race, der lægger de mest mørkebrune æg. Æggenes mørkhed varierer meget, hvor den lyseste nærmer sig den mørkebrune farve, som andre hønseracer lægger og den mørkeste næsten er sort. Værdien på æggene stiger også jo mørkere de er. Det er påfaldende at man har valgt navnet Maran til racen, da det minder meget om det franske ord ”marron”, som betyder brun på fransk.
Maran er fremavlet med det formål både at være en god æglægger, men også en god kød race.

## Farvevariationer
- Gråstribet
- Kobberfarvet
- Lys
- Sort
- Hvid
- Gøgefarvet
- Gul laksefarvet (Ikke godkendt)
- Blå-Kobber
- Sort-Kobber

## Galleri
- Æg fra Maran
- Æg fra Maran
- Maran æg